# Nu Columbae
Nu Columbae (32 Columbae) é uma estrela na direção da constelação de Columba. Possui uma ascensão reta de 05h 37m 16.49s e uma declinação de −27° 52′ 16.3″. Sua magnitude aparente é igual a 6.15. Considerando sua distância de 145 anos-luz em relação à Terra, sua magnitude absoluta é igual a 2.91. Pertence à classe espectral F0IV.